# Megalaima
Megalaima is een sinds 2014 opgeheven geslacht van vogels uit de familie Megalaimidae. De soorten zijn toegevoegd aan het geslacht Psilopogon omdat uit moleculair genetisch onderzoek bleek dat ze daarvoor te weinig verschilden van de enige soort in het geslacht Psilopogon.
Megalaima is ontleend aan het Oudgrieks en betekent zoiets als de vogel die een grote keel opzet: μέγα (mega, groot) en λαιμός (laimos, keel). 
Omdat dit inzicht langzaam terrein wint, staat hier de lijst met oude, nog vaak gebruikte  wetenschappelijke namen.
- Megalaima annamensis (Indochinese baardvogel)
- Megalaima armillaris (Blauwkapbaardvogel)
- Megalaima asiatica (Blauwkeelbaardvogel)
- Megalaima australis (Geeloorbaardvogel)
- Megalaima chrysopogon (Geelwangbaardvogel)
- Megalaima corvina (Bruinkeelbaardvogel)
- Megalaima eximia (Zwartkeelbaardvogel)
- Megalaima faber (Chinese baardvogel)
- Megalaima faiostricta (Groenoorbaardvogel)
- Megalaima flavifrons (Ceylonese baardvogel)
- Megalaima franklinii (Goudkeelbaardvogel)
- Megalaima haemacephala (kopersmid)
- Megalaima henricii (Geelkapbaardvogel)
- Megalaima incognita (Groenkapbaardvogel)
- Megalaima javensis (Javaanse baardvogel)
- Megalaima lagrandieri (Lagrandiers baardvogel)
- Megalaima lineata (Gestreepte baardvogel)
- Megalaima malabarica (Karmijnkeelbaardvogel)
- Megalaima monticola (Bergbaardvogel)
- Megalaima mystacophanos (Harlekijnbaardvogel)
- Megalaima nuchalis (Taiwanbaardvogel)
- Megalaima oorti (Zwartbrauwbaardvogel)
- Megalaima pulcherrima (Goudnekbaardvogel)
- Megalaima rafflesii (Regenboogbaardvogel)
- Megalaima rubricapillus (Roodkeelbaardvogel)
- Megalaima virens (Grote baardvogel)
- Megalaima viridis (Groene baardvogel)
- Megalaima zeylanica (Bruinkopbaardvogel)